# Reprezentacja Albanii w piłce siatkowej mężczyzn
Reprezentacja Albanii w piłce siatkowej mężczyzn to narodowa reprezentacja tego kraju powstała w 1945 roku. Pierwsze mecze międzynarodowe rozegrała w 1946 r.
Raz, w 1962 roku, brała udział w mistrzostwach świata, zajmując 16. miejsce (na 21 startujących). Trzykrotnie uczestniczyła także w mistrzostwach Europy. Najlepszy wynik odniosła w 1955 roku. Zakończyła swój udział na 10. miejscu.

## Rozgrywki międzynarodowe

### Igrzyska olimpijskie
| Igrzyska olimpijskie | Igrzyska olimpijskie | Igrzyska olimpijskie | Igrzyska olimpijskie | Igrzyska olimpijskie | Igrzyska olimpijskie | Igrzyska olimpijskie | Igrzyska olimpijskie | . | Kwalifikacje do igrzysk olimpijskich | Kwalifikacje do igrzysk olimpijskich | Kwalifikacje do igrzysk olimpijskich | Kwalifikacje do igrzysk olimpijskich | Kwalifikacje do igrzysk olimpijskich |
| Rok                  | Runda                | Pozycja              | M                    | W                    | P                    | SW                   | SP                   | . | M                                    | W                                    | P                                    | SW                                   | SP                                   |
| -------------------- | -------------------- | -------------------- | -------------------- | -------------------- | -------------------- | -------------------- | -------------------- | - | ------------------------------------ | ------------------------------------ | ------------------------------------ | ------------------------------------ | ------------------------------------ |
| 1964                 | Nie brała udziału    | Nie brała udziału    | Nie brała udziału    | Nie brała udziału    | Nie brała udziału    | Nie brała udziału    | Nie brała udziału    | . |                                      |                                      |                                      |                                      |                                      |
| 1968                 | Nie brała udziału    | Nie brała udziału    | Nie brała udziału    | Nie brała udziału    | Nie brała udziału    | Nie brała udziału    | Nie brała udziału    | . |                                      |                                      |                                      |                                      |                                      |
| 1972                 | Nie brała udziału    | Nie brała udziału    | Nie brała udziału    | Nie brała udziału    | Nie brała udziału    | Nie brała udziału    | Nie brała udziału    | . | Nie brała udziału                    | Nie brała udziału                    | Nie brała udziału                    | Nie brała udziału                    | Nie brała udziału                    |
| 1976                 | Nie brała udziału    | Nie brała udziału    | Nie brała udziału    | Nie brała udziału    | Nie brała udziału    | Nie brała udziału    | Nie brała udziału    | . | Nie brała udziału                    | Nie brała udziału                    | Nie brała udziału                    | Nie brała udziału                    | Nie brała udziału                    |
| 1980                 | Nie brała udziału    | Nie brała udziału    | Nie brała udziału    | Nie brała udziału    | Nie brała udziału    | Nie brała udziału    | Nie brała udziału    | . | Nie brała udziału                    | Nie brała udziału                    | Nie brała udziału                    | Nie brała udziału                    | Nie brała udziału                    |
| 1984                 | Nie brała udziału    | Nie brała udziału    | Nie brała udziału    | Nie brała udziału    | Nie brała udziału    | Nie brała udziału    | Nie brała udziału    | . | Nie brała udziału                    | Nie brała udziału                    | Nie brała udziału                    | Nie brała udziału                    | Nie brała udziału                    |
| 1988                 | Nie brała udziału    | Nie brała udziału    | Nie brała udziału    | Nie brała udziału    | Nie brała udziału    | Nie brała udziału    | Nie brała udziału    | . | Nie brała udziału                    | Nie brała udziału                    | Nie brała udziału                    | Nie brała udziału                    | Nie brała udziału                    |
| 1992                 | Nie brała udziału    | Nie brała udziału    | Nie brała udziału    | Nie brała udziału    | Nie brała udziału    | Nie brała udziału    | Nie brała udziału    | . | Nie brała udziału                    | Nie brała udziału                    | Nie brała udziału                    | Nie brała udziału                    | Nie brała udziału                    |
| 1996                 | Nie brała udziału    | Nie brała udziału    | Nie brała udziału    | Nie brała udziału    | Nie brała udziału    | Nie brała udziału    | Nie brała udziału    | . | Nie brała udziału                    | Nie brała udziału                    | Nie brała udziału                    | Nie brała udziału                    | Nie brała udziału                    |
| 2000                 | Nie brała udziału    | Nie brała udziału    | Nie brała udziału    | Nie brała udziału    | Nie brała udziału    | Nie brała udziału    | Nie brała udziału    | . | Nie brała udziału                    | Nie brała udziału                    | Nie brała udziału                    | Nie brała udziału                    | Nie brała udziału                    |
| 2004                 | Nie brała udziału    | Nie brała udziału    | Nie brała udziału    | Nie brała udziału    | Nie brała udziału    | Nie brała udziału    | Nie brała udziału    | . | Nie brała udziału                    | Nie brała udziału                    | Nie brała udziału                    | Nie brała udziału                    | Nie brała udziału                    |
| 2008                 | Nie brała udziału    | Nie brała udziału    | Nie brała udziału    | Nie brała udziału    | Nie brała udziału    | Nie brała udziału    | Nie brała udziału    | . | Nie brała udziału                    | Nie brała udziału                    | Nie brała udziału                    | Nie brała udziału                    | Nie brała udziału                    |
| 2012                 | Nie brała udziału    | Nie brała udziału    | Nie brała udziału    | Nie brała udziału    | Nie brała udziału    | Nie brała udziału    | Nie brała udziału    | . | Nie brała udziału                    | Nie brała udziału                    | Nie brała udziału                    | Nie brała udziału                    | Nie brała udziału                    |
| 2016                 | Nie brała udziału    | Nie brała udziału    | Nie brała udziału    | Nie brała udziału    | Nie brała udziału    | Nie brała udziału    | Nie brała udziału    | . | Nie brała udziału                    | Nie brała udziału                    | Nie brała udziału                    | Nie brała udziału                    | Nie brała udziału                    |
| 2020                 | Nie brała udziału    | Nie brała udziału    | Nie brała udziału    | Nie brała udziału    | Nie brała udziału    | Nie brała udziału    | Nie brała udziału    | . | Nie brała udziału                    | Nie brała udziału                    | Nie brała udziału                    | Nie brała udziału                    | Nie brała udziału                    |
| 2024                 | Nie brała udziału    | Nie brała udziału    | Nie brała udziału    | Nie brała udziału    | Nie brała udziału    | Nie brała udziału    | Nie brała udziału    | . | Nie brała udziału                    | Nie brała udziału                    | Nie brała udziału                    | Nie brała udziału                    | Nie brała udziału                    |

### Mistrzostwa świata
| Mistrzostwa świata | Mistrzostwa świata      | Mistrzostwa świata      | Mistrzostwa świata      | Mistrzostwa świata      | Mistrzostwa świata      | Mistrzostwa świata      | . | Kwalifikacje do mistrzostw świata | Kwalifikacje do mistrzostw świata | Kwalifikacje do mistrzostw świata | Kwalifikacje do mistrzostw świata | Kwalifikacje do mistrzostw świata |
| Rok                | Pozycja                 | M                       | W                       | P                       | SW                      | SP                      | . | M                                 | W                                 | P                                 | SW                                | SP                                |
| ------------------ | ----------------------- | ----------------------- | ----------------------- | ----------------------- | ----------------------- | ----------------------- | - | --------------------------------- | --------------------------------- | --------------------------------- | --------------------------------- | --------------------------------- |
| 1949               | Nie brała udziału       | Nie brała udziału       | Nie brała udziału       | Nie brała udziału       | Nie brała udziału       | Nie brała udziału       | . |                                   |                                   |                                   |                                   |                                   |
| 1952               | Nie brała udziału       | Nie brała udziału       | Nie brała udziału       | Nie brała udziału       | Nie brała udziału       | Nie brała udziału       | . |                                   |                                   |                                   |                                   |                                   |
| 1956               | Nie brała udziału       | Nie brała udziału       | Nie brała udziału       | Nie brała udziału       | Nie brała udziału       | Nie brała udziału       | . |                                   |                                   |                                   |                                   |                                   |
| 1960               | Nie brała udziału       | Nie brała udziału       | Nie brała udziału       | Nie brała udziału       | Nie brała udziału       | Nie brała udziału       | . |                                   |                                   |                                   |                                   |                                   |
| 1962               | 16.                     | 11                      | 7                       | 4                       | 16                      | 22                      | . |                                   |                                   |                                   |                                   |                                   |
| 1966               | Nie brała udziału       | Nie brała udziału       | Nie brała udziału       | Nie brała udziału       | Nie brała udziału       | Nie brała udziału       | . |                                   |                                   |                                   |                                   |                                   |
| 1970               | Nie brała udziału       | Nie brała udziału       | Nie brała udziału       | Nie brała udziału       | Nie brała udziału       | Nie brała udziału       | . |                                   |                                   |                                   |                                   |                                   |
| 1974               | Nie brała udziału       | Nie brała udziału       | Nie brała udziału       | Nie brała udziału       | Nie brała udziału       | Nie brała udziału       | . |                                   |                                   |                                   |                                   |                                   |
| 1978               | Nie brała udziału       | Nie brała udziału       | Nie brała udziału       | Nie brała udziału       | Nie brała udziału       | Nie brała udziału       | . |                                   |                                   |                                   |                                   |                                   |
| 1982               | Nie brała udziału       | Nie brała udziału       | Nie brała udziału       | Nie brała udziału       | Nie brała udziału       | Nie brała udziału       | . |                                   |                                   |                                   |                                   |                                   |
| 1986               | Nie brała udziału       | Nie brała udziału       | Nie brała udziału       | Nie brała udziału       | Nie brała udziału       | Nie brała udziału       | . | Nie brała udziału                 | Nie brała udziału                 | Nie brała udziału                 | Nie brała udziału                 | Nie brała udziału                 |
| 1990               | Nie brała udziału       | Nie brała udziału       | Nie brała udziału       | Nie brała udziału       | Nie brała udziału       | Nie brała udziału       | . | Nie brała udziału                 | Nie brała udziału                 | Nie brała udziału                 | Nie brała udziału                 | Nie brała udziału                 |
| 1994               | Nie brała udziału       | Nie brała udziału       | Nie brała udziału       | Nie brała udziału       | Nie brała udziału       | Nie brała udziału       | . | Nie brała udziału                 | Nie brała udziału                 | Nie brała udziału                 | Nie brała udziału                 | Nie brała udziału                 |
| 1998               | Nie brała udziału       | Nie brała udziału       | Nie brała udziału       | Nie brała udziału       | Nie brała udziału       | Nie brała udziału       | . | Nie brała udziału                 | Nie brała udziału                 | Nie brała udziału                 | Nie brała udziału                 | Nie brała udziału                 |
| 2002               | Nie brała udziału       | Nie brała udziału       | Nie brała udziału       | Nie brała udziału       | Nie brała udziału       | Nie brała udziału       | . | Nie brała udziału                 | Nie brała udziału                 | Nie brała udziału                 | Nie brała udziału                 | Nie brała udziału                 |
| 2006               | Nie zakwalifikowała się | Nie zakwalifikowała się | Nie zakwalifikowała się | Nie zakwalifikowała się | Nie zakwalifikowała się | Nie zakwalifikowała się | . | 3                                 | 2                                 | 1                                 | 6                                 | 5                                 |
| 2010               | Nie zakwalifikowała się | Nie zakwalifikowała się | Nie zakwalifikowała się | Nie zakwalifikowała się | Nie zakwalifikowała się | Nie zakwalifikowała się | . | 3                                 | 2                                 | 1                                 | 6                                 | 4                                 |
| 2014               | Nie zakwalifikowała się | Nie zakwalifikowała się | Nie zakwalifikowała się | Nie zakwalifikowała się | Nie zakwalifikowała się | Nie zakwalifikowała się | . | 3                                 | 0                                 | 3                                 | 1                                 | 9                                 |
| 2018               | Nie brała udziału       | Nie brała udziału       | Nie brała udziału       | Nie brała udziału       | Nie brała udziału       | Nie brała udziału       | . | Nie brała udziału                 | Nie brała udziału                 | Nie brała udziału                 | Nie brała udziału                 | Nie brała udziału                 |
| 2022               | Nie brała udziału       | Nie brała udziału       | Nie brała udziału       | Nie brała udziału       | Nie brała udziału       | Nie brała udziału       | . | Nie brała udziału                 | Nie brała udziału                 | Nie brała udziału                 | Nie brała udziału                 | Nie brała udziału                 |

### Mistrzostwa Europy
| Mistrzostwa Europy | Mistrzostwa Europy      | Mistrzostwa Europy      | Mistrzostwa Europy      | Mistrzostwa Europy      | Mistrzostwa Europy      | Mistrzostwa Europy      | . | Kwalifikacje do mistrzostw Europy | Kwalifikacje do mistrzostw Europy | Kwalifikacje do mistrzostw Europy | Kwalifikacje do mistrzostw Europy | Kwalifikacje do mistrzostw Europy |
| Rok                | Pozycja                 | M                       | W                       | P                       | SW                      | SP                      | . | M                                 | W                                 | P                                 | SW                                | SP                                |
| ------------------ | ----------------------- | ----------------------- | ----------------------- | ----------------------- | ----------------------- | ----------------------- | - | --------------------------------- | --------------------------------- | --------------------------------- | --------------------------------- | --------------------------------- |
| 1948               | Nie brała udziału       | Nie brała udziału       | Nie brała udziału       | Nie brała udziału       | Nie brała udziału       | Nie brała udziału       | . |                                   |                                   |                                   |                                   |                                   |
| 1950               | Nie brała udziału       | Nie brała udziału       | Nie brała udziału       | Nie brała udziału       | Nie brała udziału       | Nie brała udziału       | . |                                   |                                   |                                   |                                   |                                   |
| 1951               | Nie brała udziału       | Nie brała udziału       | Nie brała udziału       | Nie brała udziału       | Nie brała udziału       | Nie brała udziału       | . |                                   |                                   |                                   |                                   |                                   |
| 1955               | 10.                     | 8                       | 4                       | 4                       | 16                      | 15                      | . |                                   |                                   |                                   |                                   |                                   |
| 1958               | 11.                     | 11                      | 6                       | 5                       | 18                      | 20                      | . |                                   |                                   |                                   |                                   |                                   |
| 1963               | Nie brała udziału       | Nie brała udziału       | Nie brała udziału       | Nie brała udziału       | Nie brała udziału       | Nie brała udziału       | . |                                   |                                   |                                   |                                   |                                   |
| 1967               | 13.                     | 10                      | 4                       | 6                       | 14                      | 22                      | . |                                   |                                   |                                   |                                   |                                   |
| 1971               | Wycofała się            | Wycofała się            | Wycofała się            | Wycofała się            | Wycofała się            | Wycofała się            | . |                                   |                                   |                                   |                                   |                                   |
| 1975               | Nie brała udziału       | Nie brała udziału       | Nie brała udziału       | Nie brała udziału       | Nie brała udziału       | Nie brała udziału       | . | Nie brała udziału                 | Nie brała udziału                 | Nie brała udziału                 | Nie brała udziału                 | Nie brała udziału                 |
| 1977               | Nie brała udziału       | Nie brała udziału       | Nie brała udziału       | Nie brała udziału       | Nie brała udziału       | Nie brała udziału       | . | Nie brała udziału                 | Nie brała udziału                 | Nie brała udziału                 | Nie brała udziału                 | Nie brała udziału                 |
| 1979               | Nie brała udziału       | Nie brała udziału       | Nie brała udziału       | Nie brała udziału       | Nie brała udziału       | Nie brała udziału       | . | Nie brała udziału                 | Nie brała udziału                 | Nie brała udziału                 | Nie brała udziału                 | Nie brała udziału                 |
| 1981               | Nie brała udziału       | Nie brała udziału       | Nie brała udziału       | Nie brała udziału       | Nie brała udziału       | Nie brała udziału       | . | Nie brała udziału                 | Nie brała udziału                 | Nie brała udziału                 | Nie brała udziału                 | Nie brała udziału                 |
| 1983               | Nie brała udziału       | Nie brała udziału       | Nie brała udziału       | Nie brała udziału       | Nie brała udziału       | Nie brała udziału       | . | Nie brała udziału                 | Nie brała udziału                 | Nie brała udziału                 | Nie brała udziału                 | Nie brała udziału                 |
| 1985               | Nie brała udziału       | Nie brała udziału       | Nie brała udziału       | Nie brała udziału       | Nie brała udziału       | Nie brała udziału       | . | Nie brała udziału                 | Nie brała udziału                 | Nie brała udziału                 | Nie brała udziału                 | Nie brała udziału                 |
| 1987               | Nie brała udziału       | Nie brała udziału       | Nie brała udziału       | Nie brała udziału       | Nie brała udziału       | Nie brała udziału       | . | Nie brała udziału                 | Nie brała udziału                 | Nie brała udziału                 | Nie brała udziału                 | Nie brała udziału                 |
| 1989               | Nie brała udziału       | Nie brała udziału       | Nie brała udziału       | Nie brała udziału       | Nie brała udziału       | Nie brała udziału       | . | Nie brała udziału                 | Nie brała udziału                 | Nie brała udziału                 | Nie brała udziału                 | Nie brała udziału                 |
| 1991               | Nie brała udziału       | Nie brała udziału       | Nie brała udziału       | Nie brała udziału       | Nie brała udziału       | Nie brała udziału       | . | Nie brała udziału                 | Nie brała udziału                 | Nie brała udziału                 | Nie brała udziału                 | Nie brała udziału                 |
| 1993               | Nie brała udziału       | Nie brała udziału       | Nie brała udziału       | Nie brała udziału       | Nie brała udziału       | Nie brała udziału       | . | Nie brała udziału                 | Nie brała udziału                 | Nie brała udziału                 | Nie brała udziału                 | Nie brała udziału                 |
| 1995               | Nie brała udziału       | Nie brała udziału       | Nie brała udziału       | Nie brała udziału       | Nie brała udziału       | Nie brała udziału       | . | Nie brała udziału                 | Nie brała udziału                 | Nie brała udziału                 | Nie brała udziału                 | Nie brała udziału                 |
| 1997               | Nie brała udziału       | Nie brała udziału       | Nie brała udziału       | Nie brała udziału       | Nie brała udziału       | Nie brała udziału       | . | Nie brała udziału                 | Nie brała udziału                 | Nie brała udziału                 | Nie brała udziału                 | Nie brała udziału                 |
| 1999               | Nie brała udziału       | Nie brała udziału       | Nie brała udziału       | Nie brała udziału       | Nie brała udziału       | Nie brała udziału       | . | Nie brała udziału                 | Nie brała udziału                 | Nie brała udziału                 | Nie brała udziału                 | Nie brała udziału                 |
| 2001               | Nie brała udziału       | Nie brała udziału       | Nie brała udziału       | Nie brała udziału       | Nie brała udziału       | Nie brała udziału       | . | Nie brała udziału                 | Nie brała udziału                 | Nie brała udziału                 | Nie brała udziału                 | Nie brała udziału                 |
| 2003               | Nie brała udziału       | Nie brała udziału       | Nie brała udziału       | Nie brała udziału       | Nie brała udziału       | Nie brała udziału       | . | Nie brała udziału                 | Nie brała udziału                 | Nie brała udziału                 | Nie brała udziału                 | Nie brała udziału                 |
| 2005               | Nie brała udziału       | Nie brała udziału       | Nie brała udziału       | Nie brała udziału       | Nie brała udziału       | Nie brała udziału       | . | Nie brała udziału                 | Nie brała udziału                 | Nie brała udziału                 | Nie brała udziału                 | Nie brała udziału                 |
| 2007               | Nie brała udziału       | Nie brała udziału       | Nie brała udziału       | Nie brała udziału       | Nie brała udziału       | Nie brała udziału       | . | Nie brała udziału                 | Nie brała udziału                 | Nie brała udziału                 | Nie brała udziału                 | Nie brała udziału                 |
| 2009               | Nie zakwalifikowała się | Nie zakwalifikowała się | Nie zakwalifikowała się | Nie zakwalifikowała się | Nie zakwalifikowała się | Nie zakwalifikowała się | . | 2                                 | 1                                 | 1                                 | 4                                 | 4                                 |
| 2011               | Nie brała udziału       | Nie brała udziału       | Nie brała udziału       | Nie brała udziału       | Nie brała udziału       | Nie brała udziału       | . | Nie brała udziału                 | Nie brała udziału                 | Nie brała udziału                 | Nie brała udziału                 | Nie brała udziału                 |
| 2013               | Nie zakwalifikowała się | Nie zakwalifikowała się | Nie zakwalifikowała się | Nie zakwalifikowała się | Nie zakwalifikowała się | Nie zakwalifikowała się | . | 2                                 | 0                                 | 2                                 | 0                                 | 6                                 |
| 2015               | Nie brała udziału       | Nie brała udziału       | Nie brała udziału       | Nie brała udziału       | Nie brała udziału       | Nie brała udziału       | . | Nie brała udziału                 | Nie brała udziału                 | Nie brała udziału                 | Nie brała udziału                 | Nie brała udziału                 |
| 2017               | Nie brała udziału       | Nie brała udziału       | Nie brała udziału       | Nie brała udziału       | Nie brała udziału       | Nie brała udziału       | . | Nie brała udziału                 | Nie brała udziału                 | Nie brała udziału                 | Nie brała udziału                 | Nie brała udziału                 |
| 2019               | Nie zakwalifikowała się | Nie zakwalifikowała się | Nie zakwalifikowała się | Nie zakwalifikowała się | Nie zakwalifikowała się | Nie zakwalifikowała się | . | 6                                 | 2                                 | 4                                 | 8                                 | 15                                |
| 2021               | Nie zakwalifikowała się | Nie zakwalifikowała się | Nie zakwalifikowała się | Nie zakwalifikowała się | Nie zakwalifikowała się | Nie zakwalifikowała się | . | 6                                 | 0                                 | 6                                 | 4                                 | 18                                |
| 2023               | Nie zakwalifikowała się | Nie zakwalifikowała się | Nie zakwalifikowała się | Nie zakwalifikowała się | Nie zakwalifikowała się | Nie zakwalifikowała się | . | 6                                 | 1                                 | 5                                 | 5                                 | 17                                |